# Frankfort, New York
Frankfort är en kommun i Herkimer County i delstaten New York, USA.